# Jonas Karlsson
Sven Bert Jonas Karlsson (Salem, 11 de março de 1971) é um ator e escritor sueco. 
Karlsson nasceu em Salem. Ele venceu o Prémio  Guldbagge para Melhor Ator em 2004 pela sua participação no filme Details. Ele publicou o seu primeiro livro, uma coleção de contos, em 2007. 

## Filmografia selecionada
- Black Mirror Episode: "Hated in the Nation" (2016)
- Cockpit (2012)
- Offside (2006)
- Bang Bang Orangutang (2005)
- Storm (2005)
- Strings (2004)
- Details (2003)
- Making Babies (2001)
- Tsatsiki – vänner för alltid (2001)
- Once in a Lifetime (2000)
- Tsatsiki, morsan och polisen (1999)
- Sökarna (1993)
- Rasmus på luffen (1981)